# NGC 5657
NGC 5657 é uma galáxia espiral barrada (SBb) localizada na direcção da constelação de Boötes. Possui uma declinação de +29° 10' 50" e uma ascensão recta de 14 horas, 30 minutos e 43,6 segundos.
A galáxia NGC 5657 foi descoberta em 5 de Junho de 1880 por Édouard Jean-Marie Stephan.